# Reijo Ståhlberg
Reijo Einar Ståhlberg (Ekenäs, 21 de setembro de 1952) é um ex-lançador de peso finlandês que foi três vezes campeão europeu indoor entre 1978 e 1981. Participou em duas edições olímpicas, tendo sido 11º nos Jogos de Montreal 1976 e 4º classificado nos Jogos de Moscovo 1980.
A sua melhor marca de sempre foi conseguida em maio de 1979, em Fresno, California, e resultou de um lançamento a 21.69 m. Esta marca é, ainda hoje (2012), o recorde nacional finlandês. 